# Dave Kushner

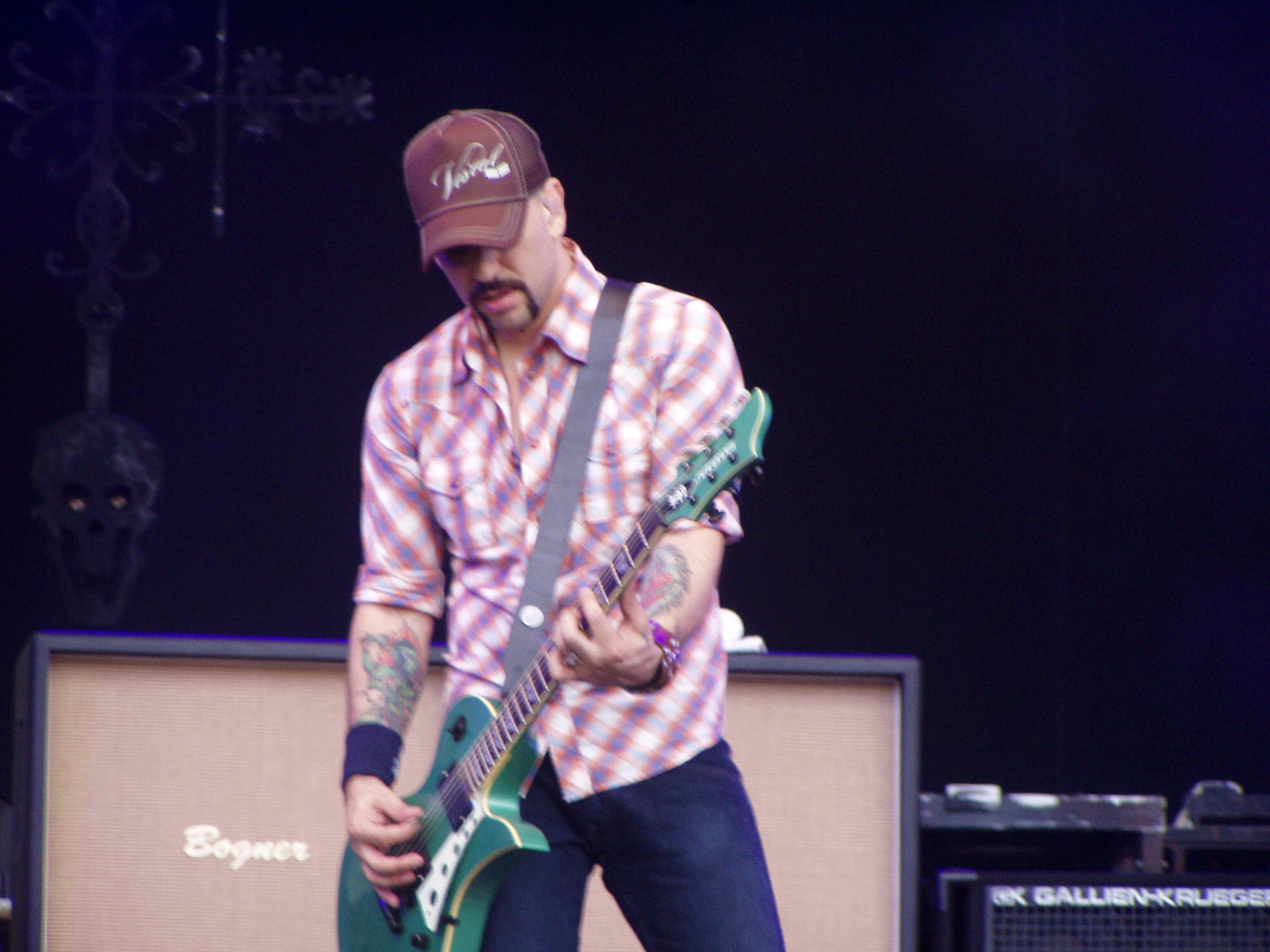
Dave Kushner

Dave Kushner (* 16. November 1966 in Los Angeles, Kalifornien) ist ein US-amerikanischer Gitarrist.
Er spielte zunächst Gitarre bei der Band 'Wasted Youth' und nahm mit ihnen deren Debütalbum 'Black Daze' (1988) auf.
Als er Wasted Youth verließ, kam er zur Band Infectious Grooves mit den Suicidal-Tendencies-Mitgliedern Mike Muir (Gesang) und Robert Trujillo (Bass). Kushner war jedoch nur bei deren erstem Album The Plague That Makes Your Booty Move (1991) zu hören.
Von 1991 bis 1993 spielte Kushner bei der kurzlebigen Funk Metal-Formation Electric Love Hogs, die 1992 ein selbstbetiteltes Album herausbrachten und sich nach einer US-Tour auflösten.
1995 arbeitete er nochmals mit dem Suicidal Tendencies- und Infectious Grooves-Sänger Mike Muir aka Cyco Miko an seinem Soloalbum Lost My Brain! zusammen, bevor er sich für neun Monate der Band Danzig anschloss.
2002 kam er zu Duff McKagans Band Loaded. Als Loaded noch im selben Jahr eine Pause einlegte, startete Duff McKagan mit seinen ehemaligen Guns-N’-Roses-Kollegen Slash und Matt Sorum 'The Project'. Diese holten schließlich Kushner und Scott Weiland dazu und gründeten die Band Velvet Revolver.
Dave Kushner beteiligte sich außerdem sowohl als Produzent als auch als Musiker an dem Soundtrackalbum Songs of Anarchy: Music from Sons of Anarchy Seasons 1–4 zur Fernsehserie Sons of Anarchy.